# Усть-Чумыш
Усть-Чумыш — село в Тальменском районе Алтайского края России. Входит в состав Шишкинского сельсовета. Основан в 1650 году. Находится у реки Обь.

## География
Расположен на севере края, в равнинной лесостепной зоне, в Усть-Чумышском заказнике, у озера Кокуйское (старица Оби) и места впадения реки Чумыш в Обь.
Климат
континентальный. Средняя температура января — −19,5 °C, июля — +18,8 °C. Годовая норма атмосферных осадков 465 мм.

## История
Основано в 1650 г.
В 1928 году состояло из 117 хозяйств. В административном отношении являлось центром Усть-Чумышского сельсовета Тальменского района Барнаульского округа Сибирского края.

## Население
| 1926 | 1997 | 1998 | 1999 | 2000 | 2001 | 2002 | 2003 | 2004 |
| ---- | ---- | ---- | ---- | ---- | ---- | ---- | ---- | ---- |
| 561  | ↘80  | ↘79  | ↘76  | ↘73  | ↘65  | ↘56  | ↗63  | ↘61  |
| 2005 | 2006 | 2007 | 2008 | 2009 | 2010 | 2011 | 2012 | 2013 |
| ↘59  | ↘56  | ↗59  | ↘56  | ↗59  | ↗73  | ↗74  | ↗75  | ↗76  |

Национальный состав
В 1928 году основное население — русские.
Согласно результатам переписи 2002 года, в национальной структуре населения русские составляли 93 %.

## Инфраструктура
Развит экотуризм.

## Транспорт
Проходит автодорога межмуниципального значения Наумово (М-52) — Кашкагариха — Язово — Усть-Чумыш — Речкуново (идентификационный номер 01 ОП МЗ 01Н-4704).